# Hydroporus axillaris
Hydroporus axillaris är en skalbaggsart som beskrevs av Leconte 1853. Hydroporus axillaris ingår i släktet Hydroporus och familjen dykare. Inga underarter finns listade i Catalogue of Life.